# Almens
Almens (toponimo tedesco; in romancio Almen, in italiano Lumino o Almenno, desueti) è una frazione di 223 abitanti del comune svizzero di Domleschg, nella regione Viamala (Canton Grigioni).

## Geografia fisica
Almens è situato nella Domigliasca, alla destra del Reno Posteriore; il punto più elevato del territorio è la cima del Piz Raschil (2 575 m s.l.m.).

## Storia

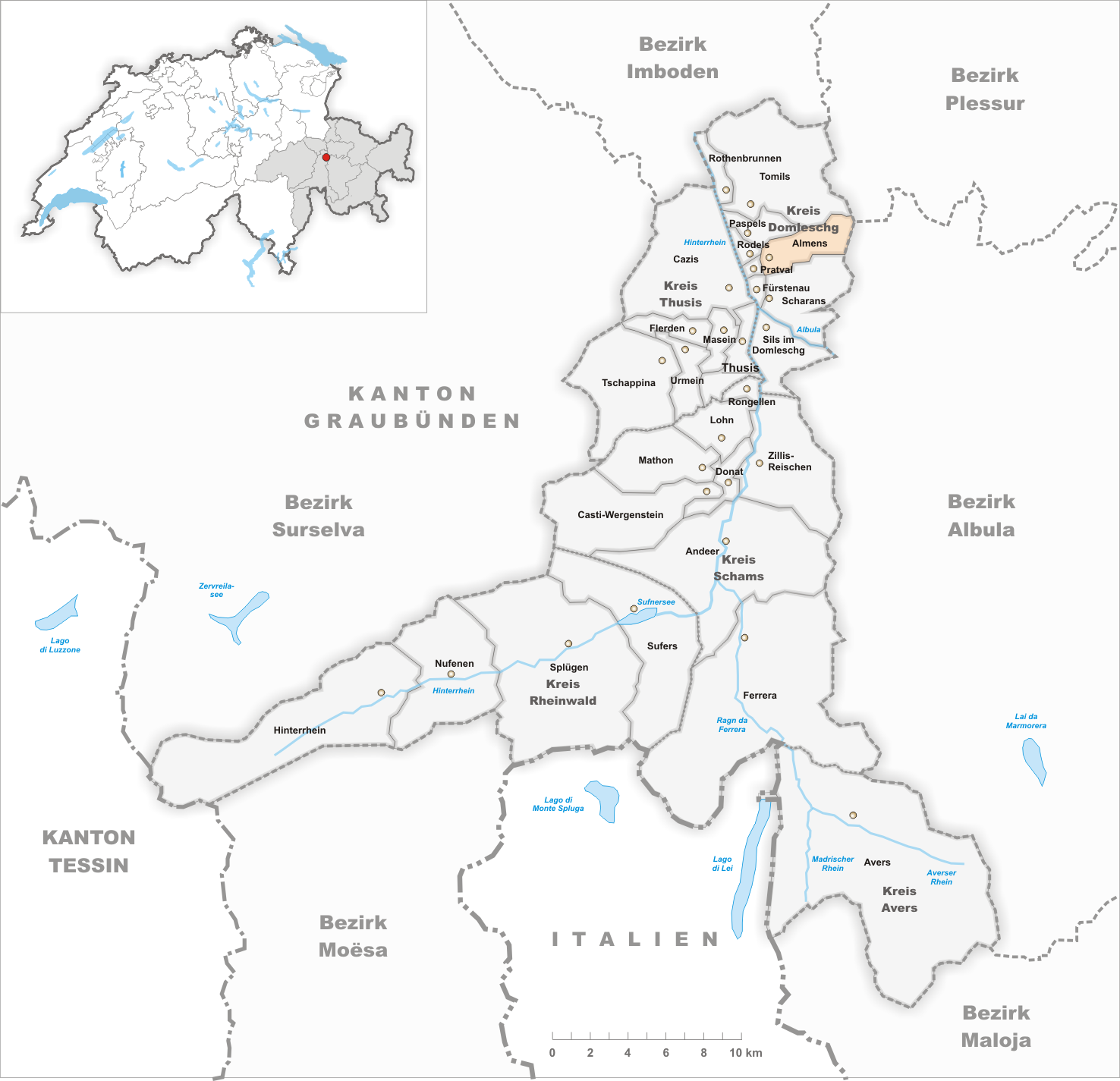
Il territorio del comune di Almens prima degli accorpamenti comunali del 2015

Già comune autonomo che si estendeva per 8,34 km² e che comprendeva anche le frazioni di Mulegns e, fino al 1845, Pratval, il 1º gennaio 2015 è stato aggregato agli altri comuni soppressi di Paspels, Pratval, Rodels e Tomils per formare il nuovo comune di Domleschg.

## Monumenti e luoghi d'interesse
- Chiesa parrocchiale cattolica di Sant'Andrea, attestata dal 1410[2];
- Chiesa riformata, eretta nel 1694[2].

## Società

### Evoluzione demografica
L'evoluzione demografica è riportata nella seguente tabella (nel 1803 con Pratval):
Abitanti censiti

### Lingue e dialetti
Già paese di lingua romancia, è stato progressivamente germanizzato, inizialmente da coloni walser; nel 1920 parlava romancio il 44% della popolazione, nel 1980 il 10%.

## Infrastrutture e trasporti
Dista 3,5 km dalla stazione ferroviaria di Rodels-Realta e 4 km dall'uscita autostradale di Thusis nord, sulla A13/E43; dista 27 km da Coira.